# 싸이렌 (2000년 영화)
《싸이렌》은 2000년에 개봉한 대한민국의 영화이다.

## 캐스팅
- 신현준 - 임준우 역
- 정준호 - 강현 역
- 장진영 - 하예린 역
- 선우재덕 - 김형석 역
- 안석환 - 양용규 역
- 김명국 - 문종훈 역
- 김정균 - 김성균 역
- 윤용현 - 박경진 역
- 라익범 - 최정일 역
- 정소영 - 함민욱 역
- 류태호 - 장태영 역
- 우봉식 - 서완식 역
- 류순철 - 준우할아버지 역
- 정영금 - 종훈 아내 역
- 이민현 - 종훈 아들 역
- 정현숙 - 형석 아내 역
- 장미나 - 형석 딸 역
- 허기호 - 간부 1 역